# Jacksonia furcellata
Espèce
Classification phylogénétique
Statut de conservation UICN

 LC  : Préoccupation mineure
Jacksonia furcellata est une espèce de plantes à fleurs de la famille des Fabaceae. C'est un arbuste ou un petit arbre aux feuilles fines et allongées que l'on trouve dans le sud-ouest de l'Australie-Occidentale. C'est l'une des plantes les plus communes de la plaine côtière de Swan. C'est un excellent colonisateur de terres nouvellement défrichées. On le rencontre souvent là où le sol a été récemment remué, comme le long des nouvelles routes.